# Jarosław Lewków
Dr hab. Jarosław Lewków (ur. 1969) – dyrygent; absolwent Państwowej Szkoły Muzycznej I i II stopnia w Legnicy oraz Wydziału Dyrygentury Chóralnej Państwowego Konserwatorium Muzycznego im. P. Czajkowskiego w Kijowie. W Akademii Muzycznej im. F. Nowowiejskiego w Bydgoszczy obronił doktorat z dyrygentury (2007), habilitację w Akademii Muzycznej im. Stanisława Moniuszki w Gdańsku (2012). Powołał do życia trzy zespoły: Chór Kameralny Politechniki Wrocławskiej „Axion” w Legnicy, Chór Kameralny Politechniki Wrocławskiej "Akolada" w Wałbrzychu  oraz Chór im. Maksyma Berezowskiego w Legnicy (sesyjny). Był dyrygentem chóru „Połonyna” IV LO w Legnicy, przez trzy lata prowadził Chór Męski Żurawli (1999–2003). Otrzymał stypendium Ministra Kultury RP (1998), został także odznaczony „Złotą Odznaką” Politechniki Wrocławskiej (2009). Podczas II Międzynarodowego Festiwalu Muzyki Chóralnej im. Feliksa Nowowiejskiego w Barczewie (2003) otrzymał nagrodę dla najlepszego dyrygenta Festiwalu. Prowadził Studio Wokalne w Teatrze im. Heleny Modrzejewskiej w Legnicy, w ramach którego działał Chór Kameralny "Axion", a także był konsultantem wokalnym zespołu aktorskiego. Pracuje na stanowisku profesora nadzwyczajnego w Akademii Sztuki w Szczecinie od 2012 roku.